# Кубок Америки з футболу 2019
Кубок Америки з футболу 2019 року — сорок шостий розіграш головного футбольного турніру серед національних збірних Америки.
Турнір відбувся 14 червня — 7 липня 2019 року в Бразилії.

## Вибір господаря
Першочергово турнір 2019 року повинен був бути пройти в Чилі, в той час як Бразилія мала провести Кубок Америки 2015 року. Однак, в зв'язку з організацією бразильцями Кубка конфедерацій 2013 року, чемпіонату світу з футболу 2014 року та літніх Олімпійських ігор 2016 року, Бразилія відмовилась від проведення в 2015 році Кубка Америки. Футбольні федерації Бразилії і Чилі обговорювали ідею обміну чемпіонатами 2015 і 2019. Ця угода була схвалена КОНМЕБОЛом в 2012 році.

## Формат
До десяти збірних команд КОНМЕБОЛ на турнір запрошені дві команди гостей, Японія і Катар, аби довести число учасників до 12. 12 команд, розбиті на 3 групи по 4 команд, в одноколовому турнірі визначать 8-х учасників плей-оф (3 переможці груп, 3 команди, що зайняли другі місця, і 2 найкращі команди, що зайняли треті місця), які потраплять в чвертьфінал.

## Учасники
- Аргентина
- Болівія
- Бразилія (господар)
- Чилі
- Колумбія
- Еквадор
- Парагвай
- Перу
- Уругвай
- Венесуела
- Катар — запрошена команда.
- Японія — запрошена команда.

## Арени
| Мінейран          | Арена Греміо      | Маракана          |
| Місткість: 58 170 | Місткість: 55 662 | Місткість: 74 738 |
|                   |                   |                   |
| Салвадор          | Сан-Паулу         | Сан-Паулу         |
| Фонте-Нова        | Арена Корінтіанс  | Морумбі           |
| Місткість: 51 900 | Місткість: 49 205 | Місткість: 67 428 |
|                   |                   |                   |

## Груповий турнір

### Група A
| М  | Команда   | І | В | Н | П | МЗ | МП | РМ | О |
| -- | --------- | - | - | - | - | -- | -- | -- | - |
| 1. | Бразилія  | 3 | 2 | 1 | 0 | 8  | 0  | +8 | 7 |
| 2. | Венесуела | 3 | 1 | 2 | 0 | 3  | 1  | +2 | 5 |
| 3. | Перу      | 3 | 1 | 1 | 1 | 3  | 6  | −3 | 4 |
| 4. | Болівія   | 3 | 0 | 0 | 3 | 2  | 9  | −7 | 0 |

| 14 червня 2019 21:30 |

| Бразилія                             | 3–0      | Болівія |
| ------------------------------------ | -------- | ------- |
| Коутінью 50' (пен.), 53' Евертон 85' | Протокол |         |

| Морумбі, Сан-Паулу Глядачів: 46,342 Арбітр: Нестор Пітана (Аргентина) |

| 15 червня 2019 16:00 |

| Венесуела | 0–0      | Перу |
| --------- | -------- | ---- |
|           | Протокол |      |

| Арена Греміо, Порту-Алегрі Глядачів: 13,370 Арбітр: Вільмар Ролдан (Колумбія) |

| 18 червня 2019 18:30 |

| Болівія            | 1–3      | Перу                                |
| ------------------ | -------- | ----------------------------------- |
| Мартінс 28' (пен.) | Протокол | Герреро 45' Фарфан 55' Флорес 90+6' |

| Маракана, Ріо-де-Жанейро Глядачів: 26,346 Арбітр: Родді Самбрано (Еквадор) |

| 18 червня 2019 21:30 |

| Бразилія | 0–0      | Венесуела |
| -------- | -------- | --------- |
|          | Протокол |           |

| Фонте-Нова, Салвадор Глядачів: 42,587 Арбітр: Хуліо Баскуньян (Чилі) |

| 22 червня 2019 16:00 |

| Перу | 0–5      | Бразилія                                                          |
| ---- | -------- | ----------------------------------------------------------------- |
|      | Протокол | Каземіро 11' Фірміно 18' Евертон 31' Данієл Алвес 53' Вілліан 90' |

| Арена Корінтіанс, Сан-Паулу Глядачів: 42,317 Арбітр: Фернандо Рапалліні (Аргентина) |

| 22 червня 2019 16:00 |

| Болівія        | 1–3      | Венесуела                  |
| -------------- | -------- | -------------------------- |
| Хустіньяно 82' | Протокол | Мачіс 1', 54' Мартінес 86' |

| Мінейран, Белу-Оризонті Глядачів: 8,091 Арбітр: Естебан Остоїч (Уругвай) |

### Група B
| М  | Команда   | І | В | Н | П | МЗ | МП | РМ | О |
| -- | --------- | - | - | - | - | -- | -- | -- | - |
| 1. | Колумбія  | 3 | 3 | 0 | 0 | 4  | 0  | +4 | 9 |
| 2. | Аргентина | 3 | 1 | 1 | 1 | 3  | 3  | 0  | 4 |
| 3. | Парагвай  | 3 | 0 | 2 | 1 | 3  | 4  | −1 | 2 |
| 4. | Катар     | 3 | 0 | 1 | 2 | 2  | 5  | −3 | 1 |

| 15 червня 2019 19:00 |

| Аргентина | 0–2      | Колумбія                   |
| --------- | -------- | -------------------------- |
|           | Протокол | Мартінес 71' Д. Сапата 86' |

| Фонте-Нова, Салвадор Глядачів: 35,572 Арбітр: Роберто Тобар (Чилі) |

| 16 червня 2019 16:00 |

| Парагвай                       | 2–2      | Катар            |
| ------------------------------ | -------- | ---------------- |
| Кардосо 4' (пен.) Гонсалес 56' | Протокол | Алі 68' Хухі 77' |

| Маракана, Ріо-де-Жанейро Глядачів: 19,196 Арбітр: Дієго Аро (Перу) |

| 19 червня 2019 18:30 |

| Колумбія      | 1–0      | Катар |
| ------------- | -------- | ----- |
| Д. Сапата 86' | Протокол |       |

| Морумбі, Сан-Паулу Глядачів: 22,079 Арбітр: Алексіс Еррера (Венесуела) |

| 19 червня 2019 21:30 |

| Аргентина        | 1–1      | Парагвай   |
| ---------------- | -------- | ---------- |
| Мессі 57' (пен.) | Протокол | Санчес 37' |

| Мінейран, Белу-Оризонті Глядачів: 35,265 Арбітр: Вілтон Сампайо (Бразилія) |

| 23 червня 2019 16:00 |

| Катар | 0–2      | Аргентина              |
| ----- | -------- | ---------------------- |
|       | Протокол | Мартінес 4' Агуеро 82' |

| Арена Греміо, Порту-Алегрі Глядачів: 41,390 Арбітр: Хуліо Баскуньян (Чилі) |

| 23 червня 2019 16:00 |

| Колумбія    | 1–0      | Парагвай |
| ----------- | -------- | -------- |
| Куельяр 31' | Протокол |          |

| Фонте-Нова, Салвадор Глядачів: 13,903 Арбітр: Віктор Каррільйо (Перу) |

### Група C
| М  | Команда | І | В | Н | П | МЗ | МП | РМ | О |
| -- | ------- | - | - | - | - | -- | -- | -- | - |
| 1. | Уругвай | 3 | 2 | 1 | 0 | 7  | 2  | +5 | 7 |
| 2. | Чилі    | 3 | 2 | 0 | 1 | 6  | 2  | +4 | 6 |
| 3. | Японія  | 3 | 0 | 2 | 1 | 3  | 7  | −4 | 2 |
| 4. | Еквадор | 3 | 0 | 1 | 2 | 2  | 7  | −5 | 1 |

| 16 червня 2019 19:00 |

| Уругвай                                        | 4–0      | Еквадор |
| ---------------------------------------------- | -------- | ------- |
| Лодейро 6' Кавані 33' Суарес 44' Міна 78' (аг) | Протокол |         |

| Мінейран, Белу-Оризонті Глядачів: 13,611 Арбітр: Андерсон Даронко (Бразилія) |

| 17 червня 2019 20:00 |

| Японія | 0–4      | Чилі                                   |
| ------ | -------- | -------------------------------------- |
|        | Протокол | Пульгар 41' Варгас 54', 83' Санчес 82' |

| Морумбі, Сан-Паулу Глядачів: 23,253 Арбітр: Маріо Діас де Вівар (Парагвай) |

| 20 червня 2019 20:00 |

| Уругвай                       | 2–2      | Японія          |
| ----------------------------- | -------- | --------------- |
| Суарес 32' (пен.) Хіменес 66' | Протокол | Мійосі 25', 59' |

| Арена Греміо, Порту-Алегрі Глядачів: 39,733 Арбітр: Андрес Рохас (Колумбія) |

| 21 червня 2019 20:00 |

| Еквадор                | 1–2      | Чилі                     |
| ---------------------- | -------- | ------------------------ |
| Е. Валенсія 26' (пен.) | Протокол | Фуенсаліда 8' Санчес 51' |

| Фонте-Нова, Салвадор Глядачів: 14,727 Арбітр: Патрісіо Лоустау (Аргентина) |

| 24 червня 2019 20:00 |

| Чилі | 0–1      | Уругвай    |
| ---- | -------- | ---------- |
|      | Протокол | Кавані 82' |

| Маракана, Ріо-де-Жанейро Глядачів: 57,442 Арбітр: Рафаель Клаус (Бразилія) |

| 24 червня 2019 20:00 |

| Еквадор  | 1–1      | Японія        |
| -------- | -------- | ------------- |
| Мена 35' | Протокол | Накадзіма 15' |

| Мінейран, Белу-Оризонті Глядачів: 7,623 Арбітр: Хесус Валенсуела (Венесуела) |

### Збірні, що посіли третє місце
Дві найкращі збірні, які посіли треті місця в своїх групах вийшли до 1/4 фіналу
| Група | Збірна   | І | В | Н | П | М   | О | Р  |
| ----- | -------- | - | - | - | - | --- | - | -- |
| A     | Перу     | 3 | 1 | 1 | 1 | 3−6 | 4 | -3 |
| В     | Парагвай | 3 | 0 | 2 | 1 | 3−4 | 2 | -1 |
| С     | Японія   | 3 | 0 | 2 | 1 | 3−7 | 2 | −4 |

## Плей-оф
|  | Чвертьфінали                       | Чвертьфінали           |                                  |       | Півфінали           | Півфінали           |  |  | Фінал | Фінал |
|  |                                    |                        |                                  |       |                     |                     |  |  |       |       |
|  | 27 червня – Порту-Алегрі           |                        |                                  |       |                     |                     |  |  |       |       |
|  |                                    |                        |                                  |       |                     |                     |  |  |       |       |
|  | Бразилія пен.                      | 0 (4)                  |                                  |       |                     |                     |  |  |       |       |
|  | Бразилія пен.                      | 0 (4)                  | 2 липня – Белу-Оризонті          |       |                     |                     |  |  |       |       |
|  | Парагвай                           | 0 (3)                  |                                  |       |                     |                     |  |  |       |       |
|  | Парагвай                           | 0 (3)                  | Бразилія                         | 2     |                     |                     |  |  |       |       |
|  | 28 червня – Ріо-де-Жанейро         |                        | Бразилія                         | 2     |                     |                     |  |  |       |       |
|  |                                    | Аргентина              | 0                                |       |                     |                     |  |  |       |       |
|  | Венесуела                          | Аргентина              | 0                                | 0     |                     |                     |  |  |       |       |
|  | Венесуела                          |                        | 7 липня – Ріо-де-Жанейро         | 0     |                     |                     |  |  |       |       |
|  | Аргентина                          | 2                      |                                  |       |                     |                     |  |  |       |       |
|  | Аргентина                          | 2                      | Бразилія                         | 3     |                     |                     |  |  |       |       |
|  | 28 червня – Сан-Паулу (Корінтіанс) |                        | Бразилія                         | 3     |                     |                     |  |  |       |       |
|  |                                    | Перу                   | 1                                |       |                     |                     |  |  |       |       |
|  | Колумбія                           | Перу                   | 1                                | 0 (4) |                     |                     |  |  |       |       |
|  | Колумбія                           | 3 липня – Порту-Алегрі |                                  | 0 (4) |                     |                     |  |  |       |       |
|  | Чилі пен.                          | 0 (5)                  |                                  |       |                     |                     |  |  |       |       |
|  | Чилі пен.                          | 0 (5)                  | Чилі                             | 0     |                     |                     |  |  |       |       |
|  | 29 червня – Салвадор               |                        | Чилі                             | 0     |                     |                     |  |  |       |       |
|  |                                    | Перу                   | 2                                |       | Матч за третє місце | Матч за третє місце |  |  |       |       |
|  | Уругвай                            | Перу                   | 2                                | 0 (4) | Матч за третє місце | Матч за третє місце |  |  |       |       |
|  | Уругвай                            |                        | 6 липня – Сан-Паулу (Корінтіанс) | 0 (4) |                     |                     |  |  |       |       |
|  | Перу пен.                          | 0 (5)                  |                                  |       |                     |                     |  |  |       |       |
|  | Перу пен.                          | 0 (5)                  | Аргентина                        | 2     |                     |                     |  |  |       |       |
|  |                                    |                        |                                  |       |                     |                     |  |  |       |       |
|  | Чилі                               | 1                      |                                  |       |                     |                     |  |  |       |       |
|  | Чилі                               | 1                      |                                  |       |                     |                     |  |  |       |       |

### Чвертьфінали
| 27 червня 2019 21:30 |

| Бразилія | 0–0      | Парагвай |
| -------- | -------- | -------- |
|          | Протокол |          |

| Арена Греміо, Порту-Алегрі Глядачів: 44,902 Арбітр: Роберто Тобар (Чилі) |

|                                                           |       | Пенальті                                         |  |
| Вілліан · Маркіньйос · Коутінью · Фірміно · Габріел Жезус | 4 – 3 | Гомес · Альмірон · Вальдес · Р. Рохас · Гонсалес |  |

| 28 червня 2019 16:00 |

| Венесуела | 0–2      | Аргентина                  |
| --------- | -------- | -------------------------- |
|           | Протокол | Мартінес 10' Ло Чельсо 74' |

| Маракана, Ріо-де-Жанейро Глядачів: 50,094 Арбітр: Вільмар Ролдан (Колумбія) |

| 28 червня 2019 20:00 |

| Колумбія | 0–0      | Чилі |
| -------- | -------- | ---- |
|          | Протокол |      |

| Арена Корінтіанс, Сан-Паулу Глядачів: 44,062 Арбітр: Нестор Пітана (Аргентина) |

|                                                |       | Пенальті                                     |  |
| Родрігес · Кардона · Куадрадо · Міна · Тесільо | 4 – 5 | Відаль · Варгас · Пульгар · Арангіс · Санчес |  |

| 29 червня 2019 16:00 |

| Уругвай | 0–0      | Перу |
| ------- | -------- | ---- |
|         | Протокол |      |

| Арена Фонте-Нова, Салвадор Глядачів: 21,180 Арбітр: Вілтон Сампайо (Бразилія) |

|                                                 |       | Пенальті                                       |  |
| Суарес · Кавані · Стуані · Бентанкур · Торрейра | 4 – 5 | Герреро · Руйдіас · Йотун · Адвінкула · Флорес |  |

### Півфінали
| 2 липня 2019 21:30 |

| Бразилія                      | 2–0      | Аргентина |
| ----------------------------- | -------- | --------- |
| Габріел Жезус 19' Фірміно 71' | Протокол |           |

| Мінейран, Белу-Оризонті Глядачів: 55,947 Арбітр: Родді Самбрано (Еквадор) |

| 3 липня 2019 21:30 |

| Чилі | 0–3      | Перу                                                    |
| ---- | -------- | ------------------------------------------------------- |
|      | Протокол | Едісон Флорес 21' Йошімар Йотун 38' Паоло Герреро 90+1' |

| Арена Греміо, Порту-Алегрі Глядачів: 33,058 Арбітр: Вільмар Ролдан (Колумбія) |

### Матч за третє місце
| 6 липня 2019 16:00 |

| Аргентина             | 2–1      | Чилі              |
| --------------------- | -------- | ----------------- |
| Агуеро 11' Дибала 21' | Протокол | Відаль 59' (пен.) |

| Арена Корінтіанс, Сан-Паулу Глядачів: 44,269 Арбітр: Маріо Діас де Вівар (Парагвай) |

### Фінал
| 7 липня 2019 17:00 |

| Бразилія                                              | 3–1      | Перу               |
| ----------------------------------------------------- | -------- | ------------------ |
| Евертон 15' Габріел Жезус 45+3' Рішарлісон 90' (пен.) | Протокол | Герреро 44' (пен.) |

| Маракана, Ріо-де-Жанейро Глядачів: 58,584 Арбітр: Роберто Тобар (Чилі) |

## Статистика

### Бомбардири
Протягом турніру було забито  60 голів у 26 матчах, з середнім показником 2.31 голів за матч.
3 голи
- Евертон
- Паоло Герреро

2 голи
- Серхіо Агуеро
- Лаутаро Мартінес
- Габріел Жезус
- Філіппе Коутінью
- Роберто Фірміно
- Алексіс Санчес
- Едуардо Варгас
- Дуван Сапата
- Мійосі Кодзі
- Едісон Флорес
- Едінсон Кавані
- Луїс Суарес
- Дарвін Мачіс

1 гол
- Пауло Дибала
- Джовані Ло Чельсо
- Ліонель Мессі
- Леонель Хустіньяно
- Марсело Мартінс
- Каземіро
- Данієл Алвес
- Рішарлісон
- Вілліан
- Хосе Педро Фуенсаліда
- Ерік Пульгар
- Артуро Відаль
- Густаво Куельяр
- Роджер Мартінес
- Анхель Мена
- Еннер Валенсія
- Накадзіма Сьоя
- Оскар Кардосо
- Дерліс Гонсалес
- Річард Санчес
- Джефферсон Фарфан
- Йосімар Йотун
- Алмоез Алі
- Хосе Хіменес
- Ніколас Лодейро
- Хосеф Мартінес

1 автогол
- Артуро Міна (проти Уругваю)
- Родріго Рохас (проти Катару)

### Підсумкова таблиця
| Поз | Команда   | І | В | Н | П | ГЗ | ГП | РГ  | О  | Підсумковий результат |
| --- | --------- | - | - | - | - | -- | -- | --- | -- | --------------------- |
| 1   | Бразилія  | 6 | 4 | 2 | 0 | 13 | 1  | +12 | 14 | Чемпіон               |
| 2   | Перу      | 6 | 2 | 2 | 2 | 7  | 9  | −2  | 8  | Срібний призер        |
| 3   | Аргентина | 6 | 3 | 1 | 2 | 7  | 6  | +1  | 10 | Бронзовий призер      |
| 4   | Чилі      | 6 | 2 | 1 | 3 | 7  | 7  | 0   | 7  | Четверте місце        |
|     |           |   |   |   |   |    |    |     |    |                       |
| 5   | Колумбія  | 4 | 3 | 1 | 0 | 4  | 0  | +4  | 10 | Чвертьфінали          |
| 6   | Уругвай   | 4 | 2 | 2 | 0 | 7  | 2  | +5  | 8  | Чвертьфінали          |
| 7   | Венесуела | 4 | 1 | 2 | 1 | 3  | 3  | 0   | 5  | Чвертьфінали          |
| 8   | Парагвай  | 4 | 0 | 3 | 1 | 3  | 4  | −1  | 3  | Чвертьфінали          |
|     |           |   |   |   |   |    |    |     |    |                       |
| 9   | Японія    | 3 | 0 | 2 | 1 | 3  | 7  | −4  | 2  | Груповий турнір       |
| 10  | Катар     | 3 | 0 | 1 | 2 | 2  | 5  | −3  | 1  | Груповий турнір       |
| 11  | Еквадор   | 3 | 0 | 1 | 2 | 2  | 7  | −5  | 1  | Груповий турнір       |
| 12  | Болівія   | 3 | 0 | 0 | 3 | 2  | 9  | −7  | 0  | Груповий турнір       |

### Нагороди
- Золотий м'яч:  Данієл Алвес
- Золота бутса::  Евертон (3 голи)[a]
- Золота рукавичка:  Алісон
- Нагорода чесної гри:  Бразилія

a Паоло Герреро також забив три голи протягом всього турніру, але грав більше хвилин, ніж Евертон.

### Символічна збірна турніру
Найкращі гравці по лініях.
| Воротар | Захисники                                           | Півзахисники                        | Нападники                            |
| ------- | --------------------------------------------------- | ----------------------------------- | ------------------------------------ |
| Алісон  | Данієл Алвес Хосе Хіменес Тіагу Сілва Мігель Трауко | Артур Леандро Паредес Артуро Відаль | Хамес Родрігес Паоло Герреро Евертон |